# Himalcoelotes
Himalcoelotes is een geslacht van spinnen uit de  familie van de Amaurobiidae (nachtkaardespinnen).

## Soorten
- Himalcoelotes aequoreus Wang, 2002
- Himalcoelotes brignolii Wang, 2002
- Himalcoelotes bursarius Wang, 2002
- Himalcoelotes diatropos Wang, 2002
- Himalcoelotes gyirongensis (Hu & Li, 1987)
- Himalcoelotes martensi Wang, 2002
- Himalcoelotes pirum Wang, 2002
- Himalcoelotes sherpa (Brignoli, 1976)
- Himalcoelotes subsherpa Wang, 2002
- Himalcoelotes syntomos Wang, 2002
- Himalcoelotes xizangensis (Hu, 1992)